# Fort Laramie National Historic Site
Le Fort Laramie National Historic Site est un site historique national américain situé dans le comté de Goshen, au Wyoming. Établi le 4 mars 1931, il protège le fort Laramie. Inscrit au Registre national des lieux historiques depuis le 15 octobre 1966, il est géré par le National Park Service.